# تشارلز ألين (سياسي)
تشارلز ألين (بالإنجليزية: Charles Allen)‏ هو قاضي ومحامي وسياسي أمريكي، ولد في 9 أغسطس 1797 بورسستر في الولايات المتحدة، وتوفي بنفس المكان في 6 أغسطس 1869. حزبياً، نشط في حزب الأرض الحرة والحزب الجمهوري. انتخب عضو مجلس نواب ماساتشوستس وانتخب عضو مجلس النواب الأمريكي.